# Corentin Rouge
Pour les articles homonymes, voir Corentin et Rouge.
Corentin Rouge est un dessinateur et scénariste de bande dessinée et animateur français, né le 2 novembre 1983 à Paris.

## Biographie
Corentin Rouge a été formé au métier de la BD par son père, Michel Rouge. À l'âge de 15 ans, il l'assiste sur Frontière sanglante, dernier album de la série Marshall Blueberry, scénarisée par Jean Giraud. C'est d'ailleurs lui qui suggère le dessin de la couverture. Michel Rouge témoigne : « Il est très doué. [J'espère qu'il va me suivre dans le métier], et qu'il me dépasse, même.  Il dessine très, très bien.  Il m'aide beaucoup pour Blueberry. Par exemple, à partir des roughs, il effectue la mise en page.  Il met tout en place, et je n'ai plus qu'à redessiner derrière lui.  Ça l'amuse beaucoup. »
En 2004, il publie dans le magazine Métal hurlant une histoire courte, 21 contre 1. En parallèle, il suit les cours de l'École nationale supérieure des arts décoratifs dont il sort diplômé en 2006.
De 2005 à 2009, il réalise les couleurs des trois albums de la série Shimon de Samarie, dessinée par son père et scénarisée par Fred Le Berre. En 2008, il illustre "Le corps humain" de Valérie Videau. Il dessine ensuite les trois tomes de la série Milan K, publiés entre 2009 et 2013, d'après un scénario de Sam Timel. Le premier album, Le Prix de la survie, fait partie de la sélection officielle du festival d'Angoulême 2010.
En 2012, il dessine le one-shot Juarez scénarisé par Nathalie Sergeef, remarqué par son scénario et la justesse de son dessin: « Cette réussite repose également sur l’excellent dessin de Corentin Rouge, déjà remarqué avec le très bon Milan K.. Le trait réaliste n'est pas surchargé et cet aspect aéré est plutôt bien venu dans ce récit dense et oppressant. Son travail sur les visages et les expressions, mis en valeur par de nombreux plans rapprochés, témoigne d’une belle maîtrise de la mise en scène ».
En 2012 et 2015, il réalise les couleurs des deux tomes de la série ‘’Kashmeer’’ scénarisé par Fred Le Berre et dessiné par son père Michel Rouge. En 2016, il dessine un des tomes de la série ‘’XIII Mystery’’. Chaque album de la série est réalisé par un duo différent pour le scénario et le dessin. Le concept est d’explorer plus en détail un des personnages secondaires de la série principale XIII. Avec Fred Duval au scénario, ils dévoilent des informations sur les intentions réelles de Calvin Wax, numéro 2 de la conspiration des XX .
De 2016 à 2019, il dessine la série  ‘’Rio’’, avec Louise Garcia au scénario. En quatre tomes, la série narre la vie de Rubeus et Nina, deux enfants des favelas, dont la mère a été assassinée par son amant de policier véreux. Le scénario est réaliste et violent et le dessin est salué pour sa grande qualité: “Le dessin réaliste de Corentin Rouge demeure de haut vol, particulièrement spectaculaire sur les scènes carnavalesques” . Le tome 2 ‘’Les yeux de la favela’’ obtient une nomination au Festival d’Angoulème 2017 dans la catégorie polar.
En 2021, il intègre le collectif d’histoires de western coordonné par Tiburce Oger. Pour le premier volume de cette collection, ‘’Go West Young Man’’, il met en couleur une histoire courte de Michel Rouge. Pour le second volume ‘’Indians! L’ombre noire de l’homme blanc’’, il dessine et met en couleur une des seize nouvelles. Ce second volume met en avant la marche implacable de l’homme blanc sur les peuples natifs d’Amérique, mais aussi la brutalité et le manque d’unité de ces tribus qui n’ont pas réussies à repousser l’envahisseur. En 2024 sort le troisième volume de cette collection ‘’Law Men of the West” ou Corentin Rouge dessine et colorise de nouveau une nouvelle. Les nouvelles sont saluées pour leur qualité et l’unité dans le volume, ainsi que “certaines planches sont juste magnifiques”. Cette même année, il commence une collaboration avec le scénariste Caryl Férey et dessine le one-shot ‘’Sangoma’’. Une enquète policière au dessin réaliste et qui montre l’Afrique du Sud et ses inégalités encore criantes .
En 2021 et 2022, en alternance avec deux autres dessinateurs, Benoît Springer et Emmanuel Prost, Corentin Rouge couvre le procès des attentats du 13 Novembre 2015 à Paris. Ses dessins sont publiés tout au long du procès dans l'hebdomadaire Charlie Hebdo. L'ensemble est publié en 2022 dans un recueil incluant aussi les chroniques de l'écrivaine Sylvie Caster. Comme le note Didier Pasamonik, “L’exercice est plus choral dans le Hors-Série de Charlie Hebdo qui mêle articles (Sylvie Caster, Lorraine Redaux et Xavier Thomann) et dessins (Emmanuel Prost, Corentin Rouge et Benoît Springer) pour rendre compte des nombreux visages qui ont vécut cette tragédie. Ces ouvrages ne se referment pas sur un mauvais épisode de notre histoire: ils évitent le silence de l’oubli et surtout les ravages d’un insidieux révisionnisme qui viendrait nier ou amoindrir la responsabilité des assassins et de leurs complices”. La prise de photo ou de films étant interdite dans l’enceinte d’un procès, le dessin permet de transmettre de manière illustrée les débats. Comme le note Didier Pasamonik: “Au dessin, ce sont Emmanuel Prost, Corentin Rouge et Benoit Springer -excellents dessinateurs de bande dessinée par ailleurs- qui font le job avec des dizaines de portraits d’une incroyable justesse”.
En 2024, sur un scénario de Fred Duval, il contribue à la série ‘’Thorgal saga’’ ou chaque volume est le fruit du travail d’un duo différent de scénariste et dessinateur. Le tome 2 ‘’Wendigo’’ reprend l’univers de Thorgal. Cette fois, il se retrouve au milieu d’un conflit entre deux peuplades indigènes .
En 2025 parait le premier tome, sur trois prévus, de sa nouvelle série ‘’Islander’’. Sur un scénario de Caryl Férey, le tome 1 “l’exil” présente un futur proche dystopique ou les nombreuses catastrophes s’abattant sur l’Europe obligent la population à fuir vers une des rares terres encore habitable, l’Islande. Le dessin est de nouveau salué, comme “Un héritier d’une école de la BD franco-belge classique, quelque part entre la ligne claire et l’épure plus expressives d’un Jean Giraud, et qui sait justement marier admirablement le réalisme pointu de son trait (les décors sont aussi imposants que finement détaillés) et une nervosité plus contemporaine”. En Avril 2025, Corentin Rouge remporte le Grand Prix de la BD du salon de Fort Madyck à Dunkerque pour ce premier tome.

## Publications

### One shots
- Le corps humain, Larousse,  (ISBN 978-2035834799), 2008
Scénario : Valérie Videau - Dessin : Corentin Rouge

- Juarez, Glénat,  (ISBN 978-2723482134), 2012
Scénario : Nathalie Sergeef - Dessin : Corentin Rouge

- XIII mystery T10 : Calvin Wax, Dargaud,  (ISBN 9782505065357), 2016
Scénario : Fred Duval - Dessin : Corentin Rouge

- Gunfighter, Glénat, collection Grand format, 2019
Scénario : Christophe Bec - Dessin : Michel Rouge - Couleurs : Corentin Rouge

- Sangoma, Glénat, 2021
Scénario : Caryl Férey - Dessin : Corentin Rouge - Couleurs : Corentin Rouge, Alexandre Boucq - (ISBN 978-2-34403-420-0)

- Thorgal saga tome 2 : Wendigo, Le Lombard,  (ISBN 978-2808205917), 2024
Scénario : Fred Duval - Dessin : Corentin Rouge

### Séries
| Shimon de Samarie (2005-2009) - 1 Shimon de Samarie: Tu ne tueras point, 2005, Les humanoides associés collection Dédales Scénario : Fred Le Berre - Dessin : Michel Rouge - Couleurs : Corentin Rouge - (ISBN 2731616385) - 2 Shimon de Samarie: Les Châtiments de la mer Morte, 2006, Les humanoides associés collection Dédales Scénario : Fred Le Berre - Dessin : Michel Rouge - Couleurs : Corentin Rouge - (ISBN 2731617942) - 3 Shimon de Samarie: Bethsabée de Jérusalem, 2009, Les humanoides associés collection Dédales Scénario : Fred Le Berre - Dessin : Michel Rouge - Couleurs : Corentin Rouge - (ISBN 978-2731621112) |

| Milan K. (2009-2014) - 1 Milan K.: Le prix de la survie, Les humanoides associés, (ISBN 978-2731622539), 2009 Scénario : Sam Timel - Dessin : Corentin Rouge - 2 Milan K.: Hurricane, Les humanoides associés, (ISBN 978-2731622850), 2011 Scénario : Sam Timel - Dessin : Corentin Rouge - 3 Milan K.: La guerre des Silovikis, Les humanoides associés, (ISBN 978-2731623383), 2013 Scénario : Sam Timel - Dessin : Corentin Rouge - Int Milan K. intégrale, Les humanoides associés, (ISBN 978-2731692129), 2014 Scénario : Sam Timel - Dessin : Corentin Rouge |

| Kashmeer (2012-2015) - 1 Kashmeer: La danse de Kali, 2012, Glénat collection Grafica Scénario : Fred Le Berre - Dessin : Michel Rouge - Couleurs : Corentin Rouge - (ISBN 978-2723472753) - 2 Kashmeer: Les têtes noires, 2015, Glénat collection Grafica Scénario : Fred Le Berre - Dessin : Michel Rouge - Couleurs : Corentin Rouge - (ISBN 978-2723491228) |

| Rio (2016-2019) - 1 Rio: Dieu pour tous, Glénat, 2016 Scénario : Louise Garcia - Dessin : Corentin Rouge - 2 Rio: Les yeux de la favela, Glénat, 2016 Scénario : Louise Garcia - Dessin : Corentin Rouge - 3 Rio: Carnaval sauvage, Glénat, 2018 Scénario : Louise Garcia - Dessin : Corentin Rouge - 4 Rio: Chacun pour soi, Glénat, 2019 Scénario : Louise Garcia - Dessin : Corentin Rouge |

| Collectif western de Tiburce Oger (2021-2024) - Go west young man, Bamboo édition, collection Grand Angle, 2021 Scénario : Tiburce Oger - Dessin : Michel Rouge - Couleurs : Corentin Rouge - Indians: L'ombre noire de l'homme blanc, (ISBN 978-2818998229), Bamboo édition, collection Grand Angle Scénario : Tiburce Oger - Dessin : Corentin Rouge - Couleurs : 2021 - Law men of the West , (ISBN 979-1041106752), Bamboo édition, collection Grand Angle Scénario : Tiburce Oger - Dessin : Corentin Rouge - Couleurs : 2024 |

| Islander (2025-) - 1 Islander: L'exil, Glénat, (ISBN 978-2344043042), 2025 Scénario : Caryl Férey - Dessin : Corentin Rouge |

## Filmographie
- 2007 : James Dean (diplôme d'honneur au Festival international du film Etiuda & Anima de Cracovie).

## Prix et récompenses
- Nomination à Angoulème en 2017 dans la catégorie polar SNCF pour le tome 2 de Rio "Les yeux de la favela"[6].

- Prix du meilleur album pour Sangoma de l'association polar 813 en 2022[16].

- Prix du meilleur album au festival Waterloo BD (Belgique) en 2022 pour Sangoma[17].

- Grand Prix de la BD du Salon de la BD de Fort Madyck à Dunkerque en Avril 2025[15].